# Long Distance (film, 2024)
Pour les articles homonymes, voir Long Distance et Distant (homonymie).
Pour plus de détails, voir Fiche technique et Distribution.
Long Distance (Distant) est un film américano-indien réalisé par Josh Gordon et Will Speck, sorti en 2024.

## Synopsis
Andy Ramirez est ingénieur d'un vaisseau spatial qui exploite les ressources minières des astéroïdes. Quand son vaisseau s'écrase sur une planète extraterrestre, Andy se retrouve seul et en manque d'oxygène. Il localise cependant une femme, Naomi Calloway, et va tenter de traverser un terrain accidenté et hostile pour la retrouver.

## Fiche technique
Sauf indication contraire, les informations mentionnées dans cette section peuvent être confirmées par les bases de données cinématographiques IMDb et Allociné,  présentes dans la section « Liens externes ».
- Titre original : Distant
- Titre français : Long Distance
- Réalisation : Josh Gordon et Will Speck
- Scénario : Spenser Cohen
- Musique : Steven Price
- Direction artistique : Andrew Bennett, Cinzia Lo Fazio, Tibor Lázár et Beatrix Petõ
- Décors : Todd Cherniawsky
- Costumes : Simon Thorpe
- Photographie : Jeff Cutter
- Son : Erik Aadahl, Anna Behlmer, Mark Paterson, Levente Udud, Drew Webster
- Montage : Gregory Plotkin
- Production : Fred Berger, Anna Halberg et Brian Kavanaugh-Jones
  - Production déléguée : Josh Gordon, Matthew Hirsch, Jonathan Rothbart et Will Speck
  - Coproduction : Cliff Lanning, Brett Robinson, Shelly Strong et Kevin K. Vafi
- Sociétés de production :
  - États-Unis : Amblin Partners, Automatik Entertainment, 
Dreamworks Pictures, Six Foot Turkey Productions et Universal Pictures
  - Inde : Reliance Entertainment
  - Hongrie : Mid Atlantic Films
- Société de distribution : Prime Video (France)
- Budget : n/a
- Pays de production :  États-Unis,  Inde[1],[N 1]
- Langue originale : anglais
- Format : couleur — Digital — 2,39:1 — son Dolby Digital / Dolby Atmos
- Genre : science-fiction, comédie, drame, thriller
- Durée : 87 minutes
- Dates de sortie[2] :
  - États-Unis : n/a
  - France : 24 octobre 2024 (Prime Video)[1]
- Classification[3] :
  - États-Unis : accord parental recommandé, film déconseillé aux moins de 13 ans (PG-13 - Parents Strongly Cautioned)[N 2]
  - France : interdit aux moins de 16 ans[4]

## Distribution
- Anthony Ramos (VF : Jhos Lican) : Andy Ramirez
- Naomi Scott (VF : Joséphine Ropion) : Naomi Calloway
- Zachary Quinto (VF : Adrien Antoine) : L.E.O.N.A.R.D. (voix)
- Kristofer Hivju (VF : Boris Rehlinger) : Dwayne

Source et légende : Version française (VF) sur RS Doublage et carton de doublage du film.

## Production

### Genèse et développement
En février 2019, Amblin Partners annonce avoir acquis les droits Distant, un script spéculatif écrit par Spenser Cohen (en). En août 2019, Josh Gordon et Will Speck sont annoncés à la réalisation, alors que le film sera produit par Brian Kavanaugh-Jones, Fred Berger et Anna Halberg

### Attribution des rôles
En décembre 2019, Anthony Ramos rejoint la distribution dans le rôle principal. Rachel Brosnahan est annoncée dans le rôle féminin principal en février 2020. Elle quitte finalement le projet peu après, en raison d'un conflit d'emploi du temps. Naomi Scott la remplace officiellement en août 2020,,.
En octobre 2020, l'acteur norvégien Kristofer Hivju est également annoncé. En juillet 2021, Zachary Quinto est annoncé dans un rôle vocal.

### Tournage
Le tournage débute à Budapest le 21 septembre 2020,. En pleine pandémie de Covid-19, les acteurs et l'équipe doivent respecter des procédures très strictes
Les prises de vues s'achèvent le 13 novembre 2020.

### Musique
Steven Price est annoncé pour composer la musique du film.

## Sortie
Le film n'a pas de date de sortie américaine. Universal Pictures devait initialement le sortir le 11 mars 2022, puis le 26 septembre 2022 puis 27 janvier 2023 avant de supprimer le film des plannings de sorties,. Amblin avait un temps annoncée une sortie pour le 19 janvier 2024. Cependant, en novembre 2023, il est retiré de la liste des sorties.
Le film sort en premier au Viêt Nam, distribué par CJ Entertainment, le 12 juillet 2024. En France, il sort sur Prime Video dès le 24 octobre 2024.